# MacOS 세쿼이아
macOS 세쿼이아(macOS Sequoia, 버전 15)는 곧 출시될 애플의 macOS 운영 체제의 주요 릴리스이다. macOS 소노마의 후속 제품으로 2024년 6월 10일 WWDC 2024에서 발표되었다. '세쿼이아'라는 이름은 시에라네바다산맥에 위치한 세쿼이아 국립공원의 이름을 따서 명명되었다.
첫 번째 개발자 베타는 2024년 6월 10일에 출시되었다. 공개 베타는 2024년 7월에 출시될 예정이다.

## 개발

### 발표
macOS 세쿼이아는 2024년 6월 10일 애플의 세계 개발자 회의에서 소프트웨어 엔지니어링 수석 부사장 크레이그 페데리기(Craig Federighi)가 발표했다.

## 지원 하드웨어
- iMac (2019 이상)
- iMac Pro (2017)
- MacBook Air (2020 이상)
- MacBook Pro (2018 이상)
- Mac Mini (2018 이상)
- Mac Pro (2019 이상)
- Mac Studio (모든 모델)